# Rimska inkvizicija
Rimska inkvizicija je sistem sudova koji su osnovali pape u 16. stoljeću kao nastavak prijašnje Papinske inkvizicije za područje Italije, Malte i mnogih drugih dijelova Europe. Jedan od razloga osnivanja ove inkvizicije bio je papin gubitak kontrole nad Španjolskom inkvizicijom koja je već tada postala sredstvom političke borbe španjolskih kraljeva. Nadležnost joj je bitno proširena i sada je uključivala blasfemiju, čaranje, lov na vještice i cenzuru. Inkvizicija je u ovim područjima bila bitno blaža od svjetovnih vlasti. Ova inkvizicija poznata je po procesima protiv Giordana Bruna i Galilea. Najviši sud Rimske inkvizicije bio je Sacra congregatio Romanae et universalis inquisitionis seu Sancti officii, današnja Kongregacija za nauk vjere.